# Onvolledig knooppunt
Een onvolledig knooppunt is een verkeersknooppunt waarbij niet alle verbindingen aanwezig zijn of voor sommige verbindingen kortstondig de snelweg verlaten moet worden om via een kort stukje secundaire weg - soms slechts een gelijkvloerse kruising of rotonde - bij de aansluitende oprit naar de andere snelweg te komen.
Bij de onvolledige knooppunten waar bepaalde afslagbewegingen in het geheel niet mogelijk zijn wordt dit doorgaans opgevangen doordat een zeer nabijgelegen knooppunt deze verbindingen wel aanbiedt.

## Splitsing
Een veelvoorkomend type onvolledig knooppunt is een splitsing van twee autosnelwegen, splitsingen zijn ruwweg onder te verdelen in twee categorieën:
1. Eén rijbaan van de ene weg kruist beide rijbanen van de andere weg.
Zo'n knooppunt kan worden gezien als een onvolledig trompetknooppunt. Omdat de lus ontbreekt, wordt de boog meestal strakker aangelegd en is de overeenkomst minder duidelijk.
2. Eén rijbaan van de ene weg kruist één rijbaan van de andere weg.
Zo'n knooppunt lijkt op een spoorwissel. Knooppunt Paalgraven is van dit type.

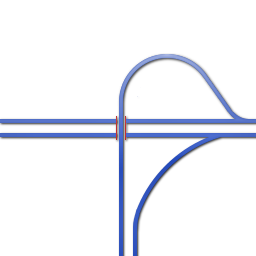
Onvolledig knooppunt (splitsing, type 1)
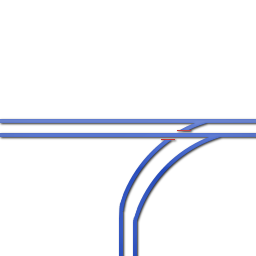
Onvolledig knooppunt (splitsing, type 2)
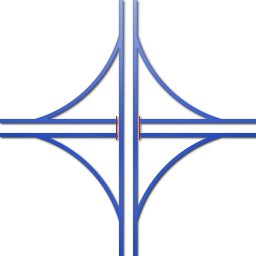
Onvolledig knooppunt (kruising)
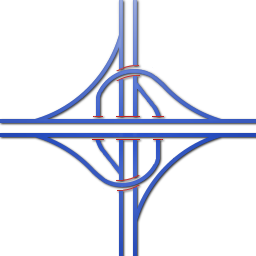
Onvolledig turbineknooppunt

## Belgische voorbeelden

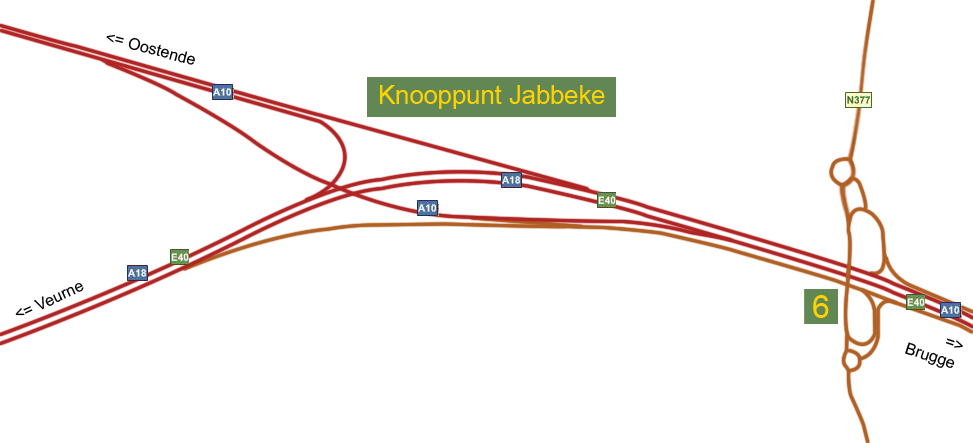
Knooppunt Jabbeke en complex 6

- Knooppunt Jabbeke: men kan niet van de A18 komende van Veurne op de A10 richting Oostende. Hiervoor moet men gebruikmaken van het complex 6 even verder op de A10. Voorts zijn via het knooppunt Jabbeke alle richtingen mogelijk.
- Knooppunt Arquennes: men kan enkel van de A7 komende van Brussel op de A54 richting Charleroi en omgekeerd.
- Knooppunt Hautrage: men kan enkel van de A7 komende van Bergen op de A16 richting Doornik en omgekeerd.
- Knooppunt Ranst: men kan enkel van de A13 komende van Antwerpen op de A21 richting Turnhout en omgekeerd.
- Knooppunt Ville-sur-Haine: men kan enkel van de A7 komende van Brussel op de R5a richting Havré en omgekeerd. Om van de A7 komende van Bergen de R5a richting Havré op te rijden of omgekeerd, kan men net vóór het knooppunt gebruikmaken van een verbindingsweg tussen beide snelwegen.
- Knooppunt Wilrijk-Valaar: men kan enkel van de A12 komende van Brussel op de A112 richting Antwerpen en omgekeerd.
- Knooppunt Fexhe-Slins: men kan enkel van de A13 komende van Antwerpen op de A601 en omgekeerd. Men kan ook het knooppunt Vottem gebruiken waar het wel een volledig knooppunt is.

## Nederlandse voorbeelden

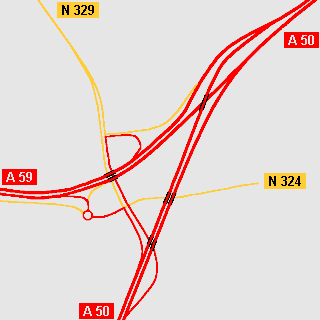
Onvolledig knooppunt Paalgraven

Voorbeelden van zulke onvolledige knooppunten in Nederland zijn:
- Knooppunt Paalgraven ( en ; splitsing type 2) bij Oss, waar men voor twee rijrichtingen kort de snelweg af moet en via een rotonde en/of een kruispunt met verkeerslichten over een kort stukje secundaire weg weer bij de gewenste oprit komt.
- Knooppunt Beverwijk ( en ; splitsing type 1) bij Beverwijk. Vanuit de richting Alkmaar en Den Helder kan men direct afslaan naar de A22. Van uit de richting Amstelveen en Utrecht kan men niet richting Beverwijk. Vanuit Beverwijk kan men niet richting Amstelveen, men moet via de A22.
- Knooppunt Bodegraven ( en  ; splitsing type 1) bij Bodegraven, kan alleen worden gebruikt door verkeer van Utrecht naar Leiden en vice versa.
- Knooppunt Burgerveen (,  en N207; splitsing type 1) tussen Roelofarendsveen en Nieuw-Vennep, waar enkele afslagbewegingen niet mogelijk zijn. Deze worden opgevangen door de direct aan de knooppunt gelegen aansluiting Nieuw-Vennep.
- Knooppunt Ten Esschen ( en  ; splitsing type 1) bij Heerlen, kan alleen worden gebruikt voor verkeer van Geleen naar Heerlen en vice versa.
- Knooppunt Everdingen ( en ; onvolledig turbineknooppunt) onder Vianen, bij Everdingen, waarbij men vanuit de richting Gorinchem niet in de richting van 's-Hertogenbosch kan en vanuit de richting Almere niet in de richting van Utrecht kan. Dit geldt ook voor de tegengestelde richtingen.
- Knooppunt Gouwe ( en ; splitsing type 1), waar men vanuit Den Haag de laatste afrit vóór het knooppunt moet nemen om vanaf Den Haag naar Rotterdam te kunnen en vice versa.
- Knooppunt De Hoek ( en ; splitsing type 1) bij Hoofddorp, waar men vanaf de A5 alleen in de richting Rotterdam de A4 op kan. Het is wel mogelijk om de afrit naar Hoofddorp-Zuid te nemen en dan keren richting Amsterdam, Haarlem, Schiphol. De A5 is wel bereikbaar vanaf de A4 in beide richtingen, hoewel dit vanaf Amsterdam niet (duidelijk) aangegeven staat.
- Knooppunt Kruisdonk ( en ; splitsing type 1) bij Maastricht. Vanuit Maastricht kan men direct de A79 op richting Valkenburg en Heerlen. Vanuit Eindhoven (A2) gebruikt men een verbindingsweg in de aansluiting Maastricht-Noord om de A79 op te rijden. Vanuit Heerlen kan men met het oversteken van een kruispunt de A2 richting Eindhoven op rijden.
- Knooppunt Leenderheide ( en ) bij Eindhoven. Vanuit de richting 's-Hertogenbosch/Antwerpen kan men rechtstreeks in de richtingen Venlo of Maastricht rijden (west-zuid, west-oost) en omgekeerd, maar verkeer van Venlo naar Maastricht (oost-zuid) en omgekeerd moet via een verkeersplein.
- Knooppunt Oud-Dijk ( en ; splitsing type 1) bij Zevenaar. Vanuit Doetinchem is het niet mogelijk om de richting Oberhausen te nemen en vice versa.

- Knooppunt Tiglia ( en ; splitsing type 2) bij Venlo. Vanuit Roermond (A73) kan men niet naar de A74 en omgekeerd. Vanui Nijmegen (A73) kan het wel, ook omgekeerd.
- Knooppunt Velsen ( en  bij IJmuiden. Vanuit de richting Amstelveen en Utrecht kan men direct afslaan naar de A22. Van uit de richting Alkmaar en Den Helder kan men niet richting IJmuiden. Vanuit IJmuiden kan men niet richting Alkmaar, men moet via de A22.
- Knooppunt Het Vonderen ( en ; splitsing type 1) bij Maasbracht, kan alleen worden gebruikt voor verkeer van Sittard naar Roermond en vice versa.
- Knooppunt Vught ( en ; splitsing type 1) bij Vught. Vanuit Eindhoven richting Tilburg en vice versa moet gereden worden via een kruispunt met verkeerslichten om bij de gewenste oprit te komen.